# 에디 슬로빅
이등병 에드워드 도널드 슬로빅(Edward Donald Slovik, 1920년 2월 18일 – 1945년 1월 31일)은 제2차 세계 대전 중 탈영으로 군사재판을 받고 처형된 미군 병사였다. 그는 남북 전쟁 이래로 이러한 운명을 맞은 최초이자 유일한 미군 병사였다. 제2차 세계 대전 중 21,000명 이상의 미군 병사들이 탈영으로 인해 49건의 사형 선고를 포함하여 다양한 형벌을 받았지만, 슬로빅의 사형 선고만이 집행되었다. 이 사건은 1954년 윌리엄 브래드포드 휴이의 저서 The Execution of Private Slovik를 통해 대중의 관심을 받았으며, 이 책은 나중에 1974년 NBC TV 영화로 제작되었다.
제2차 세계 대전 동안 170만 건의 군사재판이 열렸는데, 이는 같은 기간 미국에서 재판된 모든 형사 사건의 3분의 1에 해당한다. 대부분의 사건은 경미했으며, 형벌 또한 경미했다. 그럼에도 불구하고, 1945년 여름 육군 장관 헨리 L. 스팀슨이 임명한 사면 위원회는 피고인이 아직 수감 중인 모든 일반 군사재판을 검토하여 검토된 27,000건의 중대 사건 중 85%의 형량을 감면하거나 줄였다. 사형은 거의 부과되지 않았으며, 일반적으로 강간이나 살인 사건에만 적용되었다. 슬로빅은 "순전히 군사적인" 범죄로 유죄 판결을 받고 처형된 유일한 병사였다.

## 어린 시절과 교육
슬로빅은 1920년 미시간주 디트로이트에서 폴란드계 미국인 가톨릭 가정에서 안나 루츠키와 요제프 슬로비코프스키의 아들로 태어났다. 미성년자 시절 그는 문제아였고 경찰과 자주 접촉했다. 슬로빅은 12살 때 친구들과 함께 놋쇠를 훔치기 위해 주조장에 침입하다 처음 체포되었다. 1932년부터 1937년까지 그는 경범죄 절도, 주거 침입, 공공의 평화 방해 등의 혐의로 여러 차례 체포되었다. 1937년 10월 그는 수감되었으나 1938년 9월 가석방되었다. 술에 취해 친구 두 명과 함께 차를 훔쳐 사고를 낸 후, 1939년 1월 다시 수감되었다.

## 경력
1942년 4월, 슬로빅은 다시 가석방되었다. 그는 디어본의 몬텔라 배관 및 난방 회사에서 일자리를 얻었다. 그곳에서 그는 자신의 아내가 될 안투아네트 비스니에프스키를 만났다. 그녀는 몬텔라 배관 회사의 소유주인 제임스 몬텔라의 경리 담당으로 일하고 있었다. 그들은 1942년 11월 7일에 결혼하여 그녀의 부모님과 함께 살았다. 슬로빅의 범죄 기록은 그를 미군 복무에 부적합한 도덕적 등급(4-F)으로 분류했지만, 결혼 1주년 직후 슬로빅은 복무 적합 등급(1-A)으로 재분류되었고, 이어서 1944년 1월 3일 미시간주 디트로이트에서 육군에 징집되었다.
슬로빅은 1944년 1월 24일 캠프 월터스, 텍사스에 도착하여 기초 훈련을 받았고, 1944년 1월 31일 제59보병 훈련 대대 D중대에 배속되었다. 1944년 7월 11일, 그는 포트 조지 G. 미드, 메릴랜드에 있는 제1지상군 보충창고에 배속되었다. 8월에는 독일 점령지 프랑스에서 전투에 합류하기 위해 파견되었고, 제3보충창고에 배속되었다. 8월 24일, 그는 제28보병사단에 배속된 129명의 보충병 중 한 명이었다. 그는 하룻밤 동안 사단 후방 지역에 머물렀고, 1944년 8월 25일 15명의 다른 병사들과 함께 제109보병연대 G중대에 배속되었다.

### 탈영
프랑스 엘뵈프 근처의 지정된 부대로 가는 도중, 슬로빅과 포트 미드에서 만난 친구인 이등병 존 탠키는 밤에 포격 공격 중 엄폐했고 G중대와 헤어졌다. G중대는 다음 날 아침에 이동하여 의도치 않게 슬로빅과 탠키를 뒤에 남겨두었다. 슬로빅과 탠키는 마을을 점령한 캐나다 헌병대를 찾아 다음 6주 동안 그들과 함께 머물렀다. 탠키는 캐나다군이 그들이 1944년 10월 7일 부대로 복귀할 수 있도록 조치하기 전에 그들의 부재를 설명하기 위해 자신과 슬로빅의 연대에 편지를 썼다.
다음날인 10월 8일, 슬로빅은 중대장 랄프 그로테 대위에게 자신이 최전방 소총 중대에서 복무하기에는 "너무 무섭다"고 말하며 후방 지역의 부대로 재배치해 달라고 요청했다. 그는 이어서 그로테에게 소총 부대에 배정되면 도망칠 것이라고 말하며, 그것이 탈영에 해당하여 군사재판을 초래할 것인지 대위에게 물었다. 그로테는 그렇다고 확인했고, 슬로빅의 재배치 요청을 거부했으며, 그를 소총 소대로 보냈다.
다음 날인 10월 9일, 슬로빅은 부대를 탈영했다. 존 탠키는 그를 따라잡아 남아있으라고 설득하려 했지만, 슬로빅은 "마음을 정했다"고만 말했다. 슬로빅은 후방으로 몇 마일을 걸어가 제112보병연대 소속 군사 정부 파견대에서 사병 요리사에게 접근하여 다음과 같은 메모를 건넸다:
나, 이등병 에디 D. 슬로빅, 36896415는 미 육군 탈영을 고백한다. 탈영 당시 우리는 프랑스 알부프[sic; "엘뵈프"]에 있었다. 나는 보충병으로 알부프에 왔다. 그들은 마을을 포격하고 있었고 우리는 밤에 참호를 파라고 들었다. 다음 날 아침 그들은 다시 우리를 포격했다. 나는 너무 무섭고[sic; "겁에 질려"], 초조하고[sic; "떨려서"] 다른 보충병들이 움직일 때 나는 움직일 수 없었다. 나는 조용해질[sic; "조용해지고"] 움직일 수 있을 때까지 참호에 있었다. 그리고 나서 나는 마을로 걸어갔다. 우리 병사들을 보지 못해서 프랑스 병원에서 하룻밤을 묵었다. 다음 날 아침 나는 캐나다 헌병대[sic; "군단"]에 자수했다. 그들과 6주를 지낸 후 나는 미국 M.R[sic; "MP" - "군사 경찰"]에 넘겨졌다. 그들은 나를 풀어주었다[sic; "자유롭게 놓아주었다"]. 나는 내 지휘관에게 내 이야기를 했다. 나는 다시 그곳[sic; "거기"]에 가야 한다면 도망칠 것이라고 말했다. 그는 나를 위해 아무것도 할 수 없다고 말해서 나는 다시 도망쳤고, 나는 다시 그곳[sic; "거기"]에 가야 한다면 다시 도망칠 것이다.— 서명 이등병[sic] 에디 D. 슬로빅 A.S.N. 36896415

요리사는 슬로빅을 헌병에게 데려간 다음, 그의 중대장에게 데려갔는데, 중대장은 그 메모를 읽고 그가 구금되기 전에 메모를 찢어버리라고 권유했다. 슬로빅은 거부했다. 그는 로스 헨베스트 중령 앞에 끌려갔는데, 헨베스트는 다시 그에게 메모를 찢어버리고 부대로 돌아가면 더 이상의 혐의에 직면하지 않을 기회를 주었지만, 슬로빅은 다시 거부했다. 헨베스트는 슬로빅에게 첫 번째 메모 뒷면에 그가 고의적으로 자신을 기소하는 것의 결과를 완전히 이해하고 있으며, 그것이 군사재판에서 증거로 사용될 것이라는 또 다른 메모를 쓰라고 지시했다.
슬로빅은 구금되어 사단 영창에 수감되었다. 사단의 법무관인 헨리 솜머 중령은 슬로빅에게 혐의를 취하하는 대가로 부대로 복귀할 수 있는 세 번째이자 마지막 기회를 주었다. 그는 또한 슬로빅을 사단 내 다른 보병 연대로 전출시켜 아무도 그의 과거를 모르게 하고 "깨끗한 시작"을 할 수 있도록 제안했다. 슬로빅은 단지 징역형(그는 이미 경험했고 전투보다 훨씬 견딜 만하다고 생각했다)만을 받을 것이라고 여전히 확신하며 이러한 제안을 거절하며 "마음을 정했습니다. 군사재판을 받겠습니다."라고 말했다.

### 군사재판
제28보병사단은 휘르트겐 숲 공격을 시작할 예정이었다. 다가오는 공격은 부대 내에서 잘 알려져 있었고, 이 지역에서의 장기적인 전투가 유난히 힘겨웠기 때문에 사상률이 높을 것으로 예상되었다. 독일군은 이 지역을 사수하기로 결심했고, 날씨는 전차와 공중 지원에서 미국의 통상적인 우위를 크게 감소시켰다. 소수의 병사들(0.5% 미만)은 전투에 남는 것보다 감옥에 갇히는 것을 선호한다고 밝혔으며, 탈영 및 기타 범죄율이 증가하기 시작했다.
슬로빅은 위험한 임무를 회피하기 위한 탈영 혐의로 1944년 11월 11일 군사재판에 회부되었다. 슬로빅은 제28보병사단의 모든 전투 장교들이 최전선에서 싸우고 있었기 때문에 다른 미 육군 사단의 참모 장교들로 구성된 군사재판을 받아야 했다. 검사 존 그린 대위는 슬로빅이 "도망갈" 의도를 밝혔다고 증언할 증인들을 제시했다. 그의 변호인 에드워드 우즈 대위에 따르면, 슬로빅은 증언하지 않기로 결정했다. 그날 하루가 끝날 무렵, 법원의 아홉 장교는 슬로빅에게 유죄를 선고하고 사형을 선고했다. 이 형벌은 사단장 노먼 코타 소장에 의해 검토되고 승인되었다. 코타 장군의 공식적인 입장은 "1944년 11월 내가 알던 상황을 감안할 때, 나는 이 나라에 대한 나의 의무는 그 형벌을 승인하는 것이라고 생각했다. 만약 내가 그것을 승인하지 않았다면 — 슬로빅이 그의 목적을 달성하게 내버려 두었다면 — 내가 어떻게 전선에 가서 좋은 병사의 얼굴을 볼 수 있었을지 모르겠다."였다.
12월 9일, 슬로빅은 연합군 최고사령관 드와이트 D. 아이젠하워 장군에게 관용을 구하는 편지를 썼다. 그러나 탈영은 프랑스에서 만연한 문제가 되었고, 12월 16일 아르덴을 통한 독일군의 기습 공세인 벌지 전투가 시작되면서 미군 사상자가 심각하게 발생하고 많은 부대가 우회당하고 포위되었으며, 보병의 사기는 전쟁 중 가장 심각한 수준으로 떨어졌다.
이 사건은 프레데릭 J. 버톨레트 소령(법무감실 보좌관)이 검토했으며, 그는 관용을 베풀지 말 것을 권고했다. 버톨레트는 다음과 같이 썼다:
그가 전투의 위험보다 감금을 선호한다고 의도적으로 결정했으며, 의도적으로 경비실의 비교적 편안함을 추구했다는 점에는 의심의 여지가 없다. 그에게, 그리고 그가 목적을 달성한다면 그의 본보기를 따를 병사들에게, 감금은 억제책도 처벌도 아니다. 그는 정부의 권위에 직접 도전했으며, 미래의 군기는 이 도전에 대한 단호한 응답에 달려 있다. 만약 사형이 탈영에 적용되어야 한다면, 이 경우에는 징벌적 조치나 보복으로서가 아니라 군대가 적에 맞서 성공할 수 있게 하는 군기를 유지하기 위해 부과되어야 한다. 이 사건에는 관용에 대한 권고가 없었고, 여기에서도 권고되지 않는다.

유럽 전역의 육군 고위 법무관인 E. C. 맥닐 준장과 맥닐의 참모진 법무관들은 슬로빅의 사건을 검토했다. 맥닐은 다음과 같이 썼다:
이것은 나에게 검토를 위해 제출된 첫 번째 사형 선고이다. 이것은 아마도 미국 육군에서 80여 년 만에 처음 있는 일일 것이다. 제1차 세계 대전 중에는 없었다. 이 경우 극형인 사형이 정당해 보인다. 이 병사는 최전선 임무를 수행하지 않았다. 그는 의도도 없었다. 그는 자신이 배정된 보병 중대에 합류하려던 중 15명으로 구성된 그룹에서 탈영했다. 그의 이후 행동은 안전한 장소에 수감되기 위한 고의적인 계획을 보여준다. 선고된 형량은 그가 예상했던 것보다 더 가혹했지만, 덜 가혹한 형량을 부과했다면 피고인이 수감되어 많은 우리 군인들이 매일 직면해야 하는 위험으로부터 자유로워지는 목적을 달성했을 뿐이다. 그의 불리한 민간 기록은 그가 관용을 베풀 대상이 아님을 나타낸다.

이전에 슬로빅에게 혐의를 기각할 마지막 기회를 제공했던 사단 법무관 헨리 J. 솜머 중령은 다음과 같이 썼다.
이 사건에서 사형은 적절하다고 판단된다. 피고인은 상습 범죄자이다. 그는 한 번도 전투를 본 적이 없으며, 전투에 접근한다고 생각했을 때 두 번 도망쳤고, 다시 "거기에 가야 한다면" 또 도망갈 의도를 고백했다.

아이젠하워는 추가 탈영을 막기 위해 필요하다고 언급하며 12월 23일 사형 집행 명령을 확인했다. 슬로빅은 영창에 수감되어 있는 동안 다른 탈영병들에게 주어지는 것과 같은 불명예 제대와 징역형을 예상하고 있었기에 이 선고는 그에게 충격으로 다가왔다. 그는 전과자였으므로 불명예 제대도 일반 노동자로서의 민간 생활에 큰 영향을 미치지 않았을 것이고, 징계 위반으로 인한 군 교도소 형벌은 전쟁이 끝나면 일반적으로 감형될 것으로 예상되었다.

## 처형
총살형은 1945년 1월 31일 오전 10시 4분, 생트마리 오 민 마을 근처에서 집행되었다. 불복하는 슬로빅은 자신을 처형 장소로 데려가기 전에 총살형을 준비하는 병사들에게 말했다:

그들은 내가 미군을 탈영해서 나를 쏘는 것이 아니다. 수천 명이 그렇게 했다. 그들은 단지 누군가를 본보기로 삼아야 하고, 내가 바로 그 사람이다. 왜냐하면 나는 전과자이기 때문이다. 어렸을 때 물건을 훔치곤 했는데, 그것 때문에 나를 쏘는 것이다. 그들은 내가 12살 때 훔쳤던 빵과 씹는 껌 때문에 나를 쏘는 것이다.

군사 관습에 따라, 슬로빅의 군복은 모든 군사 휘장, 단추 및 기타 부속품이 제거되었다. 그는 추위를 막기 위해 어깨에 군용 담요를 두르고, 높은 석조 벽이 있어 잘못된 총알을 막고 현지 프랑스 민간인들이 처형 과정을 목격하지 못하게 할 수 있는 집 안마당으로 끌려갔다. 병사들은 그를 15 x 15 cm (6 x 6 인치) 기둥에 세웠다. 그리고 그는 웹 벨트로 기둥에 묶였는데, 하나는 팔 주위를 감싸고 아래로 내려와 기둥 뒤쪽의 못에 걸려 총성이 울린 후 몸이 쓰러지는 것을 막았고, 다른 벨트들은 그의 허리와 무릎을 고정했다. 병사가 그의 머리에 검은 두건을 씌우기 직전, 참석한 목사 칼 패트릭 커밍스 신부는 슬로빅에게 "에디, 저기 올라가면 저를 위해 작은 기도라도 해 주세요."라고 말했다. 슬로빅은 그의 마지막 말로 대답했다: "알겠습니다, 신부님. 신부님께서 너무 빨리 저를 따라오지 않으시기를 기도하겠습니다."
총살형 집행 부대는 제109연대에서 선발된 12명의 병사들로 구성되었다. 사용된 무기는 표준 보급형 M1 개런드 소총이었으며, 11정에는 한 발만 장전되어 있었고 한 정에는 공포탄이 장전되어 있었다. "발사" 명령에 따라 슬로빅은 11발의 총알에 맞았고, 그 중 최소 4발은 치명상이었다. 부상은 목 위쪽부터 왼쪽 어깨, 왼쪽 가슴 위, 심장 아래에 이르렀다. 한 발은 왼쪽 위팔에 박혔다. 육군 의사는 슬로빅이 즉사하지 않았음을 신속하게 확인했다. 총살형 집행 부대의 소총이 다음 일제 사격을 위해 재장전되는 동안 슬로빅은 사망했다. 그는 24세였다. 전체 처형은 15분 만에 이루어졌다.

## 매장
슬로빅은 페르앙타르드누아에 있는 우아즈-엔 미국인 묘지 및 기념관의 E구역에 강간 또는 살인으로 처형된 95명의 미군 병사들과 함께 묻혔다. 그들의 묘비는 수목에 가려져 있으며 이름 대신 순차 번호가 새겨져 있어 열쇠를 모르면 개별적으로 식별하는 것이 불가능하다. 안투아네트 슬로빅은 1979년 사망할 때까지 남편의 유해와 연금을 육군에 청원했다.
슬로빅의 사건은 1981년 매콤 카운티 위원이자 제2차 세계 대전 참전 용사인 폴란드계 미국인 버나드 V. 칼카(Bernard V. Calka)가 맡았으며, 그는 슬로빅의 유해를 미국으로 돌려보내 달라고 계속해서 육군에 청원했다. 1987년, 그는 로널드 레이건 대통령을 설득하여 유해 송환을 명령하게 했다. 1987년, 칼카는 E 구역 3열 65번 묘지에서 슬로빅의 유해를 발굴하고 디트로이트의 우드미어 묘지로 이장하는 데 필요한 5,000달러를 모금했으며, 슬로빅은 그곳에서 아내 옆에 재매장되었다. 슬로빅의 군사 복무 기록은 군인사기록센터에 보관되어 일반에 공개되어 있다.
안투아네트 슬로빅과 다른 사람들은 7명의 미국 대통령( 해리 S. 트루먼, 드와이트 D. 아이젠하워, 존 F. 케네디, 린든 B. 존슨, 리처드 닉슨, 제럴드 포드, 그리고 지미 카터)에게 사면을 청원했지만, 아무도 사면을 허락하지 않았다.

## 분석
전 세계 군대에서 군사법원은 비겁, 탈영, 항명, 반란과 같은 범죄에 대해 사형을 선고해 왔다. 제1차 세계 대전 중 프랑스에서는 1917년부터 1918년까지 미국 육군이 자국 병사 35명을 처형했지만, 이들은 모두 민간인에 대한 강간 또는 무차별 살인죄로 유죄 판결을 받았고 군사 범죄로 인한 것이 아니었다. 제2차 세계 대전 중 모든 전역에서 미군은 민간인에 대한 강간 또는 무차별 살인죄로 자국 병사 102명을 처형했지만, 슬로빅만이 탈영이라는 군사 범죄로 처형되었다.
법무감실의 로버트 C. 바드 대령은 1942년 1월부터 1948년 6월까지 탈영 혐의로 기소된 2,864명의 육군 인원 중 49명이 유죄 판결을 받고 사형을 선고받았으며, 이 중 48건의 형벌은 상급 기관에 의해 감형되었다고 언급했다. 재판관 중 한 명은 모든 상황을 고려할 때 슬로빅의 처형이 부당했으며, 결함 있는 절차로 인한 불균등한 대우의 한 예라고 믿게 되었다.

## 대중문화에서
1954년, 윌리엄 브래드포드 휴이는 The Execution of Private Slovik이라는 제목의 논픽션 사건 기록을 출판했다.
1960년, 프랭크 시나트라는 작가 앨버트 말츠가 각본을 맡아 책과 같은 제목으로 영화를 제작할 계획을 발표했다. 이 발표는 큰 논란을 불러일으켰는데, 부분적으로 말츠가 블랙리스트에 오른 할리우드 십인조의 일원이었기 때문이며, 시나트라는 공산주의자 동조자라는 비난을 받았다. 시나트라는 당시 존 F. 케네디의 대통령 선거 운동을 벌이고 있었기 때문에 케네디 진영은 우려를 표했고, 시나트라를 설득하여 프로젝트를 취소하게 했다.
한스 마그누스 엔첸스베르거는 슬로빅과 그의 죽음에 대한 에세이를 썼으며, 1964년 저서 절대자들의 몽상가들(독일어: Politik und Verbrechen)에 수록되었다.
1968년, 사이키델릭 포크 록 그룹 펄스 비포 스와인은 그들의 두 번째 앨범 발라클라바를 "고(故) 미 육군 이등병 에드워드 D. 슬로빅에게" 헌정했다.
1974년, 휴이의 책은 러몬트 존슨에 의해 The Execution of Private Slovik이라는 TV 영화로 각색되었고, 마틴 신이 주연을 맡았다.
1963년 전쟁 영화 승자들에는 슬로빅의 탈영과 처형과 매우 흡사한 탈영병의 처형 장면이 포함되어 있다.
커트 보니것은 그의 1969년 소설 제5도살장에서 슬로빅의 처형을 언급한다. 보니것은 또한 이고르 스트라빈스키의 병사의 이야기 (병사의 이야기)에 대한 동반 (대체) 대본을 써서 슬로빅의 이야기를 다루었다.

## 같이 보기
- 디트로이트 광역권 폴란드계 미국인 역사
- 해럴드 프린글, 제2차 세계 대전 중 처형된 유일한 캐나다 병사